# Paulo Ferrari
Paulo Andrés Ferrari (Rosario, 4 gennaio 1982) è un allenatore di calcio ed ex calciatore argentino, di ruolo difensore.

## Caratteristiche tecniche
Giocava come terzino destro.

## Carriera
Dal 2011, dopo il ritiro di Matías Almeyda, è stato il capitano del River Plate.

## Palmarès

### Club

#### Competizioni nazionali
- Campionato argentino: 1

River Plate: 2008 (C)
- Campionato argentino di seconda divisione: 1

Rosario Central: 2012-2013
- Copa Argentina: 1

Rosario Central: 2017-2018